# الدوري البرازيلي الدرجة الثانية 1995
الدوري البرازيلي الدرجة الثانية 1995 هو موسم من الدوري البرازيلي الدرجة الثانية. أشرف على تنظيمه اتحاد البرازيل لكرة القدم، وكان عدد الأندية المشاركة فيه 24، وفاز فيه أتلتيكو باراناينسي.